# All Eyes on Me (bài hát của Jisoo)
"All Eyes on Me" (tạm dịch: Mọi con mắt Đổ dồn về Tôi) là một bài hát được thu âm bởi nữ ca sĩ người Hàn Quốc và là thành viên của nhóm nhạc Blackpink Jisoo. Đây là bài hát thứ 2 trích từ album đĩa đơn đầu tay của cô mang tên Me (2023), được phát hành cùng ngày với album vào ngày 31 tháng 3 năm 2023, thông qua hãng YG và Interscope. Được viết bởi đồng sáng tác Teddy Park và Vince và được sáng tác bởi Teddy cùng với R. Tee, 24 và VVN. "All Eyes on Me" là một bài hát thuộc thể loại dance-pop và mang những âm hưởng từ các dòng nhạc EDM. Bài hát xoay quanh chủ đề về tình yêu khi nói về một người phụ nữ tự tin đòi hỏi sự chú ý của người mình yêu.
Mặc dù không được phát hành dưới dạng đĩa đơn nhưng "All Eyes on Me" đã đạt được vị trí thứ 78 trên bảng xếp hạng Billboard Global 200, đã đạt được vị trí thứ 102 trên bảng xếp hạng Circle Digital Chart. Ngoài ra, bài hát cũng đã đạt được vị trí thứ 4 trên bảng xếp hạng World Digital Song Sales của Hoa Kỳ và đã lọt vào top 10 bản hit tại Hungary, Malaysia, Việt Nam và Đài Loan. Bài hát đã dành được nhiều lời khen từ các nhà phê bình vì phần lời bài hát và cả quá trình sản xuất đã thể hiện một khía cạnh khác của Jisoo khi cho rằng nó là một sự bổ sung mạnh mẽ cho ca khúc chủ đề của album là "Flower".

## Bối cảnh
Vào ngày 5 tháng 3, các tấm áp phích teaser đã được đăng tải lên các tài khoản mạng xã hội của Blackpink, nhóm nhạc xác nhận rằng dự án solo của Jisoo sẽ được phát hành vào ngày 31 tháng 3 năm 2023. Vào ngày 8 tháng 3, tựa đề của album đã được công bố khi nó mang tên là ME trong một tấm áp phích quảng bá có cận cảnh Jisoo đang tạo dáng với các phụ kiện hoa nằm ở bên cạnh trên nền màu xanh lục. Vào ngày 27 tháng 3, "All Eyes on Me" đã được công bố sẽ là ca khúc thứ hai trong album trong một tấm áp phích chứa danh sách ca khúc đầy đủ và cả thông tin về đội ngũ thực hiện cho album. Ca khúc đã được phát hành cùng ngày với album đĩa đơn "Me" trên toàn cầu vào ngày 31 tháng 3 thông qua hãng YG và Interscope.

## Sáng tác
"All Eyes on Me" được viết bởi đồng sáng tác Teddy Park và Vince và được sáng tác bởi Teddy cùng với VVN, R. Tee và 24, với R. Tee và 24 đảm nhận cho công việc việc sản xuất. Đây là một bài hát thuộc thể loại dance-pop có nhịp độ nhanh hòa quyện với những âm hưởng từ các dòng nhạc EDM lạc quan kết hợp với các yếu tố từ dòng nhạc synth-pop ở phần mở đầu. Trong một cuộc phỏng vấn với hãng truyền thông Hàn Quốc Osen, Jisoo đã giải thích rằng "Tình cảm mà cô dành cho 'All Eyes On Me' đặc biệt đến mức cô đã chuẩn bị cho ca khúc như một ứng cử viên cho ca khúc chủ đề. Cảm thấy thật vui vẻ nhưng thực ra lại chết người? Tôi nghĩ rằng sẽ có nhiều người thích cái kiểu phông cách đó nhiều như tôi". Với ca từ thể hiện sự phát triển từ nỗi đau lòng của bài hát "Flower", thay vào đó, ca khúc sẽ miêu tả về một người phụ nữ mang đầy sự tự tin, biết rõ về giá trị của mình và những gì mà cô thấy nó xứng đáng, với những câu như “Một là không đủ, hãy nhìn vào mắt tôi / Tôi không muốn một nửa, chỉ cần nhìn tôi thôi / Đã cho rồi, không tham lam nữa đâu”. Trong đó, nữ ca sĩ đang được miêu tả là một người được trao quyền lợi bởi tình yêu, nhưng lại không phải trả giá bằng chính sự thống trị mà cô ấy đã có.

## Đánh giá chuyên môn
"All Eyes on Me" nhìn chung đã nhận được nhiều phản hồi tích cực từ giới phê bình. Samantha H. Chung từ tờ The Harvard Crimson cho rằng đây là một ca khúc mang tính "mạnh mẽ có thể bổ sung tốt cho ca khúc 'Flower'", cô khen ngợi về phần lời bài hát mang mục đích để khẳng định tự tin, người giải thích thêm rằng "bài hát thể hiện về một khía cạnh khác của Jisoo đồng thời lấy giọng hát làm nổi bật và phong cách đặc biệt của Jisoo". Rhian Daly từ tạp chí NME đã ca ngợi về phần lời bài hát mà "đôi khi có một sự chất lượng lôi cuốn", nhưng người lại cảm thấy rằng bài hát lại thiếu về phần âm nhạc nhiều hơn so với ca khúc "Flower".

## Diễn biến thương mại
Dù không được phát hành dưới định dạng đĩa đơn, nhưng "All Eyes on Me" vẫn đạt được những thành công nhất định khi lọt vào bảng xếp hạng hai quốc gia gồm Hàn Quốc và Hoa Kỳ. Tại Hàn Quốc, bài hát đã ra mắt tại vị trí thứ 179 trên bảng xếp hạng Circle Digital Chart. Tại Hoa Kỳ, mặc dù bài hát không lọt vào bảng xếp hạng Billboard Hot 100, nhưng ca khúc lại giành được vị trí thứ 19 trên bảng xếp hạng Billboard Digital Song Sales và vị trí thứ 4 trên bảng xếp hạng Billboard World Digital Song Sales với hơn 3.000 lượt tải xuống đã được bán ra.. Bài hát cũng được lọt vào top 10 trên bảng xếp hạng Single Top 40 của Hungary, Billboard Malaysia Songs và Taiwan Songs, cũng như là trên bảng xếp hạng Billboard Vietnam Hot 100. Bài hát cũng ra mắt ở vị trí thứ 78 trên bảng xếp hạng Billboard Global 200 và tại vị trí thứ 42 trên bảng xếp hạng Billboard Global Excl. của Hoa Kỳ. Tại Hàn Quốc, bài hát đã ra mắt ở vị trí thứ 179 trên bảng xếp hạng Circle Digital Chart vào tuần phát hành thứ 13 (26 tháng 3 – 1 tháng 4), chỉ chưa đầy 2 ngày phát hành đầu tiên. Trong tuần tiếp theo, bài hát đã tăng lên vị trí cao nhất ở vị trí thứ 102 trong khoảng thời gian từ ngày 2 đến ngày 8 tháng 4.

## Đội ngũ thực hiện
Đội ngũ thực hiện được ghi chú trên Melon.
| - Jisoo – hát chính, giám đốc sáng tạo - Teddy Park – viết ca từ, soạn nhạc - Vince – Viết ca từ - Zach Szydlo – Nhập vai, lập trình âm thanh | - R. Tee – Soạn nhạc, biên khúc, sản xuất - 24 – Soạn nhạc, biên khúc, sản xuất - VVN – Soạn nhạc |

## Bảng xếp hạng
| Bảng xếp hạng (2023)                        | Thứ hạng |
| ------------------------------------------- | -------- |
| Úc (ARIA Digital Tracks)                    | 22       |
| Canadian (Billboard)                        | 17       |
| Global 200 (Billboard)                      | 78       |
| Hồng Kông (Billboard)                       | 15       |
| Hungary (Single Top 40)                     | 10       |
| Malaysia (Billboard)                        | 8        |
| New Zealand (Recorded Music NZ)             | 18       |
| Philippines (Billboard)                     | 19       |
| Singapore (RIAS)                            | 11       |
| Hàn Quốc (Circle)                           | 102      |
| Đài Loan (Billboard)                        | 6        |
| Anh Quốc Download (OCC)                     | 27       |
| Hoa Kỳ (Billboard Digital Song Sales)       | 19       |
| Hoa Kỳ (Billboard World Digital Song Sales) | 4        |
| Việt Nam (Vietnam Hot 100)                  | 6        |